# Parafia św. Michała Archanioła w Żernicy
Parafia Świętego Michała Archanioła w Żernicy należy do diecezji gliwickiej, dekanatu Gliwice-Sośnica (poprzednio, do 25 marca 2019 r. - do dekanatu Gliwice-Ostropa). Prowadzą ją Misjonarze Świętej Rodziny.

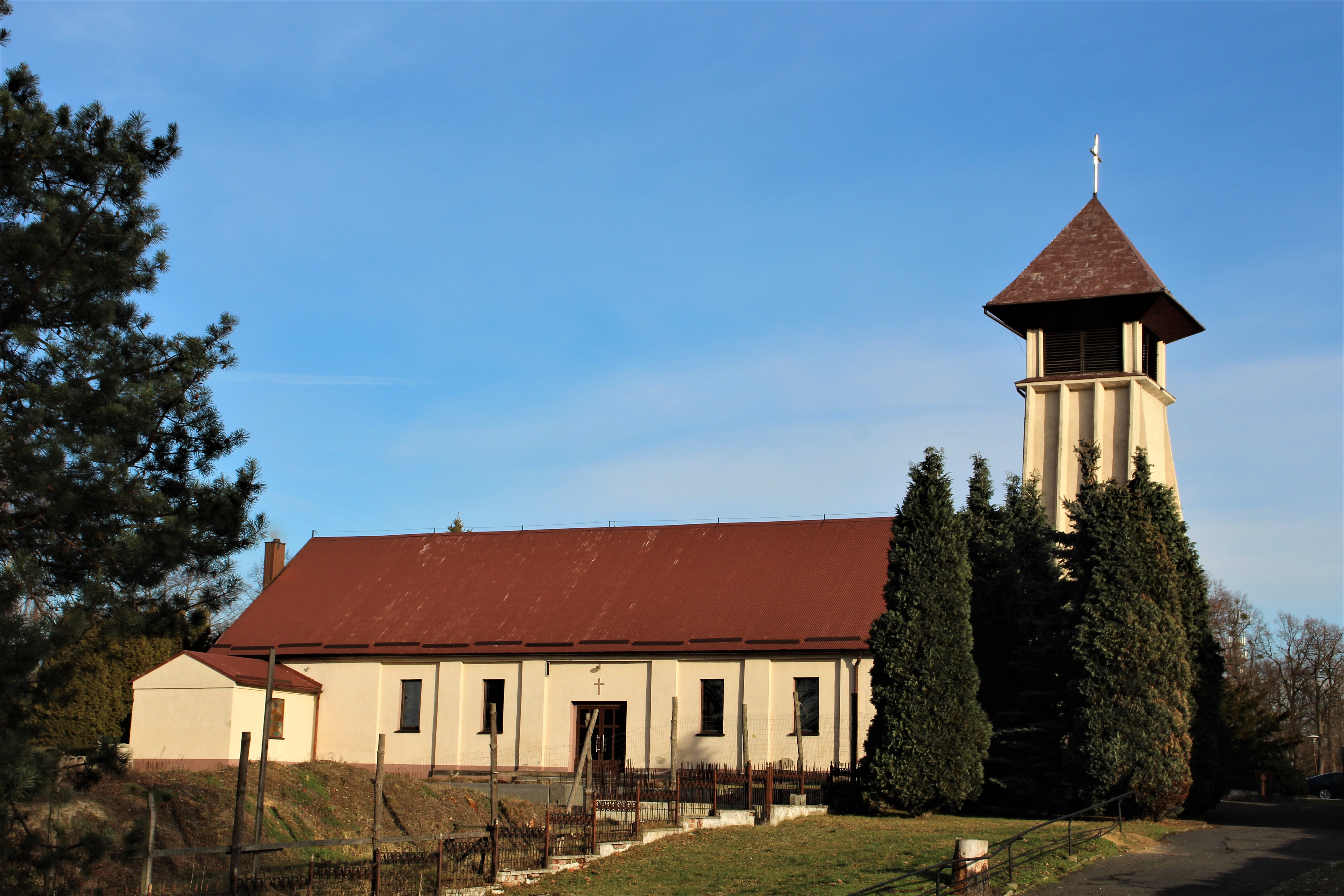
Kościół Podwyższenia Krzyża Świętego w Żernicy

## Miejscowości należące do parafii
- Żernica, Nieborowice